# Liste der denkmalgeschützten Objekte in Hausbrunn
Die Liste der denkmalgeschützten Objekte in Hausbrunn enthält die denkmalgeschützten, unbeweglichen Objekte der Gemeinde Hausbrunn.

## Denkmäler
| Foto |                 | Denkmal                                                                                  | Standort                                          | Beschreibung | Metadaten |
| ---- | --------------- | ---------------------------------------------------------------------------------------- | ------------------------------------------------- | --- | --- |
| ja   | Datei hochladen | Volksschule HERIS-ID: 23520 Objekt-ID: 19874                                             | Gottfried v. Preyer Weg 22 Standort KG: Hausbrunn | Die Volksschule wurde 1885 erbaut. | BDA-Hist.: Q37876923 Status: § 2a Stand der BDA-Liste: 2025-06-30 Name: Volksschule GstNr.: 118 Volksschule Hausbrunn                                             |
| ja   | Datei hochladen | Figurenbildstock HERIS-ID: 86005 Objekt-ID: 100272                                       | bei Hauptstraße 313 Standort KG: Hausbrunn        | Anmerkung: Die Originalfigur (eine Marienstatue) steht in einer Glasvitrine im Gemeindeamt. | BDA-Hist.: Q37714534 Status: § 2a Stand der BDA-Liste: 2025-06-30 Name: Figurenbildstock GstNr.: 3222/1 Bildstock Maria mit Kind Hausbrunn                        |
| ja   | Datei hochladen | Kath. Pfarrkirche hl. Veit und ehem. Friedhof HERIS-ID: 23518 Objekt-ID: 19872           | am Kirchenberg Standort KG: Hausbrunn             | Die ursprünglich barocke Kirche wurde 1718 erbaut und von 1852 bis 1855 erweitert. Der Maler Leopold Kupelwieser schuf 1838 ein Aufsatzbild. Die neuen Kirchtürme wurden von Karl Weinbrenner geplant. | BDA-Hist.: Q37876899 Status: § 2a Stand der BDA-Liste: 2025-06-30 Name: Kath. Pfarrkirche hl. Veit und ehem. Friedhof GstNr.: 1 Pfarrkirche Hausbrunn             |
| ja   | Datei hochladen | Figurenbildstock hl. Johannes Nepomuk HERIS-ID: 23519 Objekt-ID: 19873 marterl.at: 23405 | bei Kirchenberg 416 Standort KG: Hausbrunn        | Die barocke Steinfigur stellt den Heiligen Johannes Nepomuk dar. | BDA-Hist.: Q37876911 Status: § 2a Stand der BDA-Liste: 2025-06-30 Name: Figurenbildstock hl. Johannes Nepomuk GstNr.: 3222/1 Bildstock Johannes Nepomuk Hausbrunn |